# Utricularia nephrophylla
Utricularia nephrophylla är en tätörtsväxtart som beskrevs av Benj.. Utricularia nephrophylla ingår i släktet bläddror, och familjen tätörtsväxter. Inga underarter finns listade i Catalogue of Life.